# 芙蓉北路街道
芙蓉北路街道，是中华人民共和国湖南省长沙市开福区下辖的一个乡镇级行政单位。。开福区人民政府位于该办事处辖区内。1999年3月在长沙市国营综合农场（现洪山街道）马厂分场的基础上组建金霞路街道办事处，2006年6月更名为芙蓉北路街道办事处。

## 地理
芙蓉北路街道办事处位于开福区北部，东起京广铁路，西至湘江，南依浏阳河，北沿捞刀河，三面环水，又称“江湾半岛”。辖区总面积3.45平方公里，其中2.34平方公里为原马厂分场的区域，1.11平方公里原为五合垸。五合垸原来位于捞刀河河口右岸，2005年捞刀河改道后和马厂连接，遂并入本街道，五合垸后由北京世纪金源集团建设湘江世纪城，为长沙市规模最大的居住小区。

## 交通
该区域对外交通发达，境内有长沙市汽车北站，市际班车主要发往湘阴县、汨罗市等地。
区内主要道路有南北纵向的芙蓉北路、湘江北路、金马路、经一路、经二路，东西横向的滨河路、沐霞路、福城路、华章路、盛世路、凤亭路、江湾路、金泰路、金北路-迎霞路、北一路、沿河路（由南往北排列）
与辖区外连接的通道共有6个，包括4座桥梁（包括湘江上福元路湘江大桥，浏阳河上1座，捞刀河上2座）、1条隧道（湘江路浏阳河隧道）和贯穿京广铁路的4个涵洞（汽车北站附近的涵洞、盛世路福元路大桥下穿涵洞、福元路涵洞、滨河路涵洞）。
境内始发的公交车有：9路、11路、106路、112路、916路、931路、星沙二路等
过境公交车有：116路、128路、129路、149路、159路、801路、807路等
1长沙地铁1号线：开福区政府站、马厂站

## 教育
- 北雅中学
- 清湘小学
- 清水塘江湾小学（2017年9月开始招生）
- 汇佳幼稚园（咏江苑）
- 汇佳幼稚园（聚江苑）
- 红黄蓝幼稚园
- 颐美幼稚园
- 五彩风车幼稚园
- 青蓝幼稚园
- 金霞幼稚园
- 喜多多幼稚园

## 商业区
最主要的商业区为世纪金源购物中心

## 行政区划
2010年时，芙蓉北路街道设有3个居民委员会，分别以第一、第二、第三命名。2011年时改设为5个居民委员会。
1. 福城社区居民委员会（包括检察院、水韵花都、北国风光、中科城等小区）
2. 江滨社区居民委员会（包括江滨玫瑰园等小区）
3. 欣城社区居民委员会（包括黄金海岸、景香苑、法苑、广福园、滨江美寓等小区）
4. 凤亭社区居民委员会（包括网船班、和平花园、江临天下等小区）
5. 金泰路社区居民委员会（包括湘江世纪城中部的聚江苑、鸿江苑、达江苑、望江苑、星江苑、赏江苑、揽江苑、咏江苑等8个苑区）
6. 江湾路社区居民委员会（2011年2月批准，2012年实际运行，包括湘江世纪城北部的融江苑、映江苑、瑞江苑、临江苑、贯江苑、豪江苑等6个苑区）
7. 盛世路社区居民委员会（2012年设立，包括湘江世纪城南部的悦江苑、湘江豪庭、富湾国际3个苑区）